# 天竺川
天竺川（てんじくがわ）は、大阪府の豊中市を流れる淀川水系の一級河川。神崎川の支流。下流部は典型的な天井川となっている。

## 地理
大阪府豊中市北部の千里丘陵（上新田）に源を発し、南西に流れ出る。一級河川の開始点は豊中市大字上新田地先の府道落合橋になる。途中で、兎川が合流する。その後、豊中市内を南流し、服部緑地の西端を通り、服部、庄内両地区東端を天井川となって下り、豊中市南端で神崎川に合流する。また、天竺川の両岸の堤防には、松が多数植わり、美しい松並木になっている。

## 歴史
天竺川の名前の由来は、流域近くにあった「天竺山石蓮寺」とされる。また、水が少なく砂ばかりのため、天竺の流沙河に由来するともいわれる。
天竺川は、昔から洪水が多かった。決壊のたびに何度も堤防を高く作り直したため天井川となった。

## 摂津名所図会 巻六 天竺川（てんぢくがは）
水源（みなもと）稲野山（いなのやま）より流れて、上津島（かみつしま）・椋橋（くらはし）を歴て三國川へ入る。
常には水なくして、平沙（へいさ）永く連り、千歩に及ぶ。
故に天竺川の俗称あり。

## 位置情報
始点北緯34度48分24.40秒 東経135度30分1.06秒 / 北緯34.8067778度 東経135.5002944度

## 流域の自治体
大阪府
豊中市